# Gloria Steinem
Gloria Steinem, née le 25 mars 1934 à Toledo dans l'État de l'Ohio, est une féministe, journaliste, rédactrice en chef, directrice de publication, documentariste, essayiste américaine. Militante du mouvement de libération des femmes, elle est une figure majeure du mouvement dit de la deuxième vague féministe.
En 1972, elle fonde le Ms. Magazine avec Dorothy Pitman Hughes.
Avec Bella Abzug, Betty Friedan et Shirley Chisholm, elle a fondé en 1971 le National Women's Political Caucus (en) et, en 1974, elle a participé à la fondation de la Coalition of Labor Union Women (en).

## Biographie

### Jeunesse et formation
Gloria Marie Steinem est la fille cadette de Ruth, une journaliste, et de Léo Steinem, un antiquaire. Sa mère était presbytérienne, principalement d'origine germanique et écossaise. Son père était juif, fils d'immigrants venus du Wurtemberg (Allemagne) et de Radziejów (Pologne). Sa grand-mère paternelle, Pauline Perlmutter Steinem, était présidente de la National Woman Suffrage Association, une déléguée au Conseil international des femmes de 1908, et la première femme à être élue au Toledo Board of Education. La jeune Gloria Marie Steinem a huit ans quand ses parents divorcent,,,,,.

### Carrière et vie privée
En 1956, après ses études universitaires passées au Smith College dans le Massachusetts, grâce à une bourse, elle fait un voyage en Inde, où elle poursuit ses études auprès de l'université de Delhi et l'université de Calcutta ; de retour, elle s'installe à New York. En 1960, elle est engagée sur les recommandations de Harold Hayes (en), le rédacteur en chef du magazine Esquire, par James Warren en tant que rédactrice adjointe d'Harvey Kurtzman pour le magazine humoristique Help!. Elle est par la suite remplacée par Terry Gilliam,,,,.
Elle est aussi connue pour ses conférences avec l'avocate Florynce Kennedy et la militante féministe Dorothy Pitman Hughes.
Figure de la « deuxième vague féministe », elle vise dans ses écrits à dévoiler les rouages de la société patriarcale. Elle se distingue d'autres féministes par son approche intersectionnelle, liant son militantisme féministe à la lutte des classes ou encore au combat en faveur des minorités. Défenseuse du droit à l'avortement, elle choisit de s'opposer aussi à la pornographie et au BDSM, rattachant ces sujets à la domination masculine.
En 1969, Gloria Steinem publie, dans le New York Magazine, un article intitulé « After Black Power, Women’s Liberation », qui lui vaut une renommée nationale comme leader féministe,,.
En 1972, elle co-fonde avec la militante afro-américaine Dorothy Pitman Hughes le magazine féministe Ms. Le premier numéro sort en numéro spécial du New York magazine, financé par Clay Felker (en),. Les 300 000 exemplaires à l'essai se vendent en huit jours dans tout le pays. Ms. Magazine a été vendu à la Feminist Majority Foundation en 2001 ; Steinem demeure l'une des six rédacteurs en chef fondateurs et siège au conseil consultatif,,,,

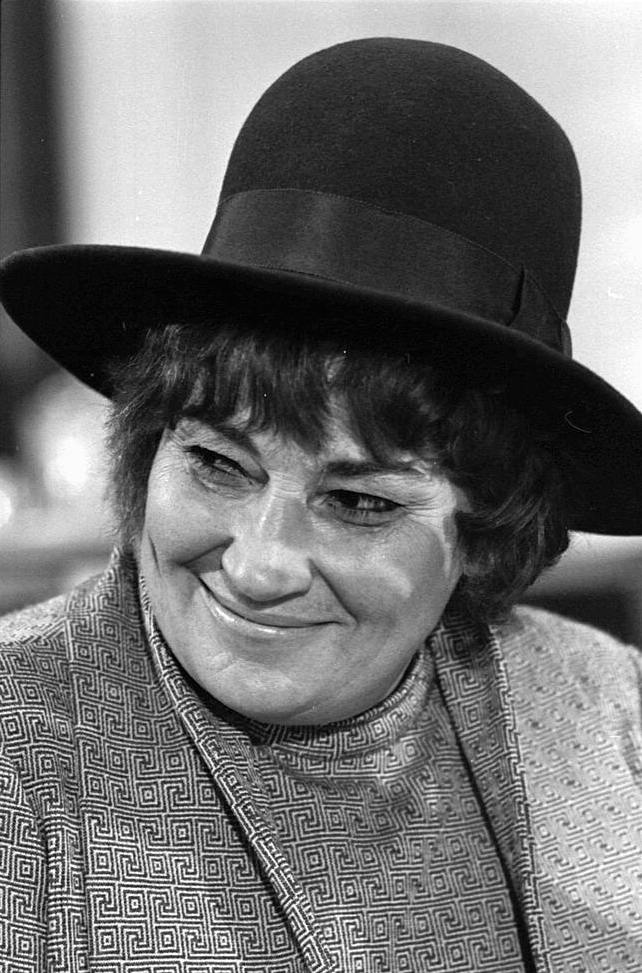
Photographie de Bella Abzug.

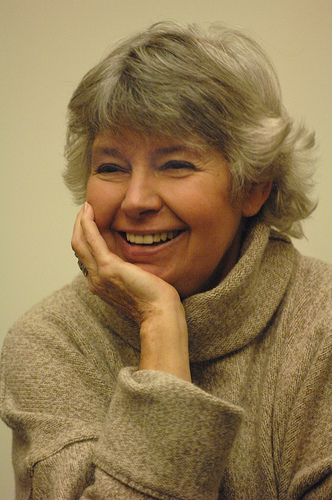
Portrait photographique de Robin Morgan.

Elle participe en tant qu'organisatrice à la Conférence de Houston, en 1977, connue sous le nom de 1977 National Women's Conference. Avec trente autres femmes, dont Bella Abzug, elle est nommée par le président Jimmy Carter pour sillonner les États-Unis et organiser cet événement. La conférence de Houston s'est tenue sur trois jours, elle avait pour objectif de rassembler 18 000 femmes des cinquante-six États et territoires des États-Unis. Lors de cette conférence, les femmes abordaient les questions suivantes : « la contraception, l'avortement, les soins, l'aide sociale, les droits des homosexuelles, la violence conjugale, l'exclusion des employées de maisons et les lois du travail »,,.
Comme elle l'écrit dans son autobiographie, « ce fut l'un des événements les plus bouleversants de [s]a vie ». Elle a passé deux ans à l'organiser avec d'autres femmes.
Elle survit à un cancer du sein diagnostiqué en 1986 et à une névralgie trigéminale en 1994.
En 2005, elle co-fonde avec Jane Fonda et Robin Morgan le Women's Media Center, une organisation qui vise à « rendre les femmes visibles et puissantes dans les médias ». Depuis mai 2018, elle voyage dans le monde entier en tant que conférencière sur les questions d'égalité.
Le président Barack Obama lui remet, en novembre 2013, la médaille de la Liberté.
Aux élections suivantes, elle soutient Hillary Clinton. Le 21 janvier 2017, jour de l'investiture de Donald Trump, elle prononce un discours remarqué lors de la marche des femmes à Washington.
Volontairement célibataire et sans enfants, elle jure très jeune de ne pas mener la vie d'épouse et mère au foyer de sa propre mère, qui avait eu elle-même des espoirs de liberté, puis qui s'est consacrée à elle et à sa sœur Susanne Steinem Patch (en) (experte en pierres précieuses, avocate), en refoulant la tristesse puis en mourant dépressive, et à laquelle elle sait aussi trouver les mots en vieillissant pour rendre hommage à toutes les facettes. Elle avorte avant son voyage en Inde. On lui doit la citation célèbre sur le célibat selon laquelle elle ne peut s'accoupler en captivité. Cependant, elle a beaucoup d'amants et de compagnons et en épouse un à 66 ans en 2000 pour des raisons administratives lors d'une cérémonie cherokee chez une amie, David Bale (en), entrepreneur écologiste et en faveur du bien-être animal, qui décède au bout de trois ans de mariage. Mona Chollet relève que cela met en cause l'idée selon laquelle les féministes, célibataires et femmes sans enfants seraient sexuellement désirantes mais misandres car frustrées. Elle relève aussi l'opposition interne au mouvement féministe incarnée par celle de Gloria Steinem avec Betty Friedan, qui ne remettait pas en question l'institution du mariage et de la maternité hétérosexuels et bourgeois, mais accusait Steinem de discréditer le message d'émancipation relative de certaines femmes jugées respectables en y associant des femmes lesbiennes, de vertu et de classe sociale douteuses, et avait d'ailleurs quant à elle un caractère plutôt aigri selon certains témoignages, là où Steinem était et reste avec l'âge une personnalité ouverte et rayonnante, solidaire des femmes et de toutes les personnes racisées et LGBT+, et d'autant plus dynamique contre la stigmatisation notamment des femmes âgées. Elle dit aussi que l'avantage de vivre en tant que femme âgée est de constater que les choses ont progressé (la volonté d'égalité des sexes devient un prérequis plutôt qu'une réaction aux violences subies) tout en demeurant impliquée pour que cela demeure le cas et en accompagnant avec bienveillance de nouveaux combats. 
Mais pour elle, vieillir permet aussi de regarder avec reconnaissance l'apport de toutes les femmes qui l'ont aidée à se construire et à s'émanciper, de diverses façons, au fil du temps. Et malgré les discriminations spécifiques qui y sont liées, être une femme senior est une occasion de se débarrasser de certaines contraintes liées au genre.

### Campagne pour l'ERA (Equal Right Amendment)
Dans les années 1980, Gloria Steinem a été une figure importante de la campagne en faveur de l'Equal Rights Amendment (ERA). Il s'agissait d'une proposition d'amendement à la constitution des États-Unis, qui visait à assurer l'égalité des droits entre les sexes. Elle échoua notamment par l'action de lobbying du mouvement STOP ERA fondé et animé par la conservatrice Phyllis Schlafly,.

## Œuvres

### Essais

#### Éditions originales
- Outrageous Acts and Everyday Rebellions, New York, New American Library (réimpr. 1984, 1995, 2008, 2012, 2019) (1re éd. 1983), 436 p. (ISBN 9780805042023, OCLC 1036823206, lire en ligne),
- Marilyn (photogr. George Barris), New York, H. Holt (réimpr. 1987, 1997, 2001) (1re éd. 1986), 200 p. (ISBN 9781567311259, OCLC 1256530144, lire en ligne),
- Revolution from Within : A Book of Self-Esteem, new York, Little, Brown and Company (réimpr. 1992, 1993, 1994, 2012, 2021) (1re éd. 1991), 396 p. (ISBN 9780316706360, OCLC 1342110072, lire en ligne),
- Moving Beyond Words : Age, Rage, Sex, Power, Money, Muscles: Breaking Boundaries of Gender, New York, Simon & Schuster (réimpr. 1995, 2012) (1re éd. 1994), 320 p. (ISBN 9780671510527, OCLC 1150802531, lire en ligne),
- Doing Sixty and Seventy, Elders Academy Press, 11 mai 2007, 72 p. (ISBN 9780975874424),
- My Life on the Road, New York, Random House Large Print (réimpr. 2017) (1re éd. 2015), 276 p. (ISBN 9780679456209, OCLC 1330619512, lire en ligne),
- The Truth Will Set You Free, But First It Will Piss You Off!: Thoughts on Life, Love, and Rebellion (ill. Samantha Dion Baker), Random House, 29 octobre 2019, 192 p. (ISBN 9780593132685),

#### Traductions francophones
- Actions scandaleuses et rébellions quotidiennes, Les Éditions du Portrait, 17 mai 2018, 432 p. (ISBN 978-2371200128) (trad. de Outrageous Acts and Everyday Rebellions, Holt McDougal, 1983).
- Marilyn inconnue, Sylvie Messinger, 1987, 182 p. (ISBN 978-2865830800) (trad. de Marilyn, MJF Books, 1986).
- Une révolution intérieure : essai sur l'amour propre et la confiance en soi (trad. Gérard Merlo), InterEditions, 1er décembre 1997, 356 p. (ISBN 978-2729604325) (trad. de Revolution from Within: A Book of Self-Esteem, Little, Brown and Company, 1991).
- Ma vie sur la route: Mémoires d'une icône féministe, HarperCollins, 6 mars 2019, 416 p. (ISBN 979-1033902874) (trad. de My Life on the Road, Random House, 2015). Préface de Christiane Taubira.
- La vérité vous libérera, mais d'abord elle vous mettra en rage : Réflexions sur l'amour, la vie, la révolte (trad. Karine Lalechère), HarperCollins, 4 novembre 2020, 192 p. (ISBN 9791033907718),
- Après le Black Power, la libération des femmes, suivi de Comment j'ai commencé à écrire, Les Éditions du Portrait, 2022, 80 p. (ISBN 978 237 120 0395)
- Une révolution intérieure : renforcer l'estime de soi (trad. Juliette Bourdin), Paris, HarperCollins, 2023, 567 p. (ISBN 979-10-339-0896-8) (trad. de Revolution from Within: A Book of Self-Esteem, Little, Brown and Company, 1991).

### Articles
- « Feminist pride », Off Our Backs, vol. 3, no 4,‎ décembre 1972, p. 22 (1 page) (lire en ligne ),
- « Statement from steinem », Off Our Backs, Vol. 5, No. 8,‎ septembre - octobre 1975, p. 6, 22-23 (3 pages) (lire en ligne ),
- « A Balance between Nature and Nurture », ETC: A Review of General Semantics, vol. 63, no 2,‎ avril 2006, p. 141-143 (3 pages) (lire en ligne ),
- « WRB Celebrating 30 Years: Gloria Steinem », The Women's Review of Books, vol. 30, no 1,‎ mai-juin 2013, p. 3 (1 page) (lire en ligne ),

## Récompenses (sélection)
- 1993 : inscription au musée du National Women's Hall of Fame[36],
- 2012 : nommée Humanist of the Year par l'American Humanist Association's[37],
- 2013 : récipiendaire de la médaille présidentielle de la Liberté qui lui est remise par le président Barack Obama[38],
- 2014 : lauréate du The Lifetime Leadership Award décerné par The DVF Awards (en)[39]
- 2019 : élévation au titre de docteur honoris causa  par l'Université Simmons (en) et de l'université Yale [40],
- 2015 : lauréate du Prix Richard C. Holbrooke décerné par le Dayton Literary Peace Prize (en)[41],
- 2017 : lauréate du prix Ban Ki-Moon pour l'émancipation des femmes[42],
- 2021 : lauréate du Prix Princesse des Asturies, catégorie Communications et Humanités[43].

## Filmographie
- 2014 : The Good Wife  (saison 6, épisode 03) : dans son propre rôle
- 2009 : The L Word (saison 2, épisode 13) : dans son propre rôle

## Podcasts
- La Poudre, épisode 56, « Gloria Steinem ». Entretien réalisé par la journaliste Lauren Bastide[44].
- Shattered Glass, épisode 1, « Gloria Steinem ». Entretien (en anglais) avec Kristen Bell et Monica Padman[45].
- (fr) « Gloria Steinem : pourquoi l’estime de soi est-elle une arme politique ? », podcast, Sans oser le demander, sur France Culture, 2023.

## Regards sur Gloria Steinem
La journaliste Mona Chollet rapporte dans son essai Sorcières. La puissance invaincue des femmes que Gloria Steinem vécut longtemps sur les routes avec son père, un brocanteur itinérant, et ne fut scolarisée qu'à l'âge de douze ans après une socialisation non conformiste notamment libérée des dépendances de l'enfance (par exemple concernant la gestion de l'argent)[Quoi ?], ce type d'enfance ayant aussi pu l'aider à vivre affranchie de stéréotypes et contraintes de docilité particulièrement relatifs à la socialisation des filles (par exemple, elle mordait les adultes venus essayer de l'embrasser)[Quoi ?],.
Gloria, qui bénéficiait très jeune d'une vie assez autonome sur le plan socio-économique tout en vivant de façon plutôt précaire mais heureuse dans la mobilité (car elle pouvait s'acheter des jouets seule à six ans, par exemple, et n'avait pas non plus à se soucier du genre associé à ceux-ci), rapportera d'ailleurs avoir confondu le fait de devenir adulte et de se ranger, ainsi qu'une « phobie du domicile » comme de la vie au foyer, qu'elle finira par apaiser à sa façon au fil des voyages et des résidences.

## Dans la fiction
Elle est l'un des personnages principaux de la série américaine Mrs. America (2020), qui relate l'histoire du féminisme et de l'antiféminisme aux États-Unis dans les années 1970. La même année, le film The Glorias lui est consacré, adapté de son livre My Life on the Road.

## Allusions
Elle est mentionnée dans l'épisode The Hot Tub Contamination (épisode 5, saison 10) de la série The Big Bang Theory.
Dans la série The Diplomat, épisode 4 de la saison 1, elle est également citée lors d'une conversation entre l'ambassadrice américaine Kate Wyler (Keri Russel) et son assistant Suart Heyford (Ato Essandoh).
Elle est citée dans l'épisode 3 de la saison 1 de Modern Family.
L'astéroïde (249541) Steinem porte son nom.

## Pour approfondir

#### Articles dans des encyclopédies et livres de références
- (en-US) Samuel Kostman, Twentieth Century Women Of Achievement, New York, R. Rosen Press, 1er juin 1976, 178 p. (ISBN 9780823903337, lire en ligne), p. 155-167,
- (en-US) Peggy Saari (dir.), Prominent Women Of The 20th Century, vol. 4 : P-Z, New York, UXL, 1996, 1034 p. (ISBN 9780787606466, lire en ligne), p. 916-920,
- (en-US) Paula K Byers (dir.), Encyclopedia of World Biography, vol. 14 : Schiele - Stuart, Detroit, Michigan, Gale Research, 2 décembre 1997, 516 p. (ISBN 9780787625542, lire en ligne), p. 418-419. ,
- (en-US) Kristen Golden & Barbara Findlen, Remarkable Women of the Twentieth Century : 100 Portraits of Achievement, New York, Friedman/Fairfax Publishing, 19 octobre 1999, 179 p. (ISBN 9781567995992, lire en ligne), p. 167-168,
- (en-US) Helen Rappaport, Encyclopedia Of Women Social Reformers, Volume 2, Santa Barbara, Californie, ABC-CLIO, 6 décembre 2001, 891 p. (ISBN 9781576071014, lire en ligne), p. 672-674,
- (en-US) Kathryn Cullen-DuPont (dir.), American Women Activists' Writings: An Anthology, 1637-2001, New York, Cooper Square Press, 1er janvier 2002, 629 p. (ISBN 9780815411857, lire en ligne), p. 481-491,
- (en-US) Deborah G. Felder, The 100 Most Influential Women Of All Time : A Ranking Past and Present, New York, Citadel Press (réimpr. 2002) (1re éd. 1996), 373 p. (ISBN 9780806522715, lire en ligne), p. 257-260,
- (en-US) Donna Langston, A to Z of American Women Leaders and Activists, New York, Facts on File, 30 juin 2002, 291 p. (ISBN 9780816044689, lire en ligne), p. 220-222. ,
- (en-US) Deborah Klezmer & Anne Commire (dir.), Women in World History: A Biographical Encyclopedia, volume 14, Waterford, Connecticut, Yorkin Publications, 1er juillet 2002, 927 p. (ISBN 9780787640767, lire en ligne), p. 775-783,

#### Essais et biographies
- (en-US) Sondra Henry & Emily Taitz, One Woman's Power: A Biography of Gloria Steinem, Minneapolis, Minnesota, Dillon Press, 1er mars 1987, 144 p. (ISBN 9780875183466, lire en ligne),
- (en-US) Carolyn Daffron, Gloria Steinem, New York, Chelsea House Publications, coll. « American Women of Achievement », 1er août 1987, 120 p. (ISBN 9781555466794, OCLC 1033666052, lire en ligne),
- (en-US) Mark Hoff, Gloria Steinem: The Woman's Movement, Brookfield, Connecticut, Millbrook Press, 1er mars 1991, 104 p. (ISBN 9781878841193, lire en ligne),
- (en-US) Carolyn G. Heilbrun, Education of a Woman : The Life of Gloria Steinem, New York, Dial Press, 1er septembre 1995, 451 p. (ISBN 9780385313711, lire en ligne). ,
- (en-US) Sydney Ladensohn Stern, Gloria Steinem: Her Passions, Politics, and Mystique, Secaucus, New Jersey, Birch Lane Press, 1er décembre 1997, 536 p. (ISBN 9781559724098, lire en ligne),
- (en-US) Caroline Evensen Lazo, Gloria Steinem: Feminist Extraordinaire, Minneapolis, Minnesota, Lerner Publications, 1er avril 1998, 136 p. (ISBN 9780822549345, lire en ligne),
- (en-US) Elizabeth Wheaton, Ms.: The Story of Gloria Steinem, Greensboro, Caroline du Nord, Morgan Reynolds Publishing, 1er avril 2002, 120 p. (ISBN 9781883846824, lire en ligne),
- (en-US) Jacqueline Laks Gorman, Gloria Steinem, Milwaukee, World Almanac Library, 28 décembre 2003, 56 p. (ISBN 9780836850932, lire en ligne),
- (en-US) Patricia Cronin Marcello, Gloria Steinem: A Biography, Westport, Connecticut, Greenwood Press, 30 mars 2004, 208 p. (ISBN 9780313325762, lire en ligne),
- (en-US) Nancy Garhan Attebury, Gloria Steinem: Champion of Women's Rights, Minneapolis, Minnesota, Compass Point Books, coll. « (Signature Lives », 1er janvier 2006, 120 p. (ISBN 9780756515874, lire en ligne),
- (en-US) Erika Wittekind, Gloria Steinem: Women's Liberation Leader, Edina, Minnesota, Abdo Publishing Company, coll. « Essential Lives », 1er janvier 2011, 120 p. (ISBN 9781617830075, lire en ligne),
- (en-US) Sarah Fabiny (ill. Max Hergenrother & Nancy Harrison), Who Is Gloria Steinem?, New York, Grosset & Dunlap, 26 décembre 2014, 116 p. (ISBN 9780448482385, lire en ligne),
- (en-US) Patricia Bradley, Mass Media and the Shaping of American Feminism, 1963-1975, University Press of Mississippi, 14 octobre 2016, 322 p. (ISBN 9781578066131),
- (en-US) Winifred Conkling, Gloria Steinem, Feminist, Feiwel & Friends, 4 février 2020, 304 p. (ISBN 9781250244574),

#### Articles

##### Anglophones
- Patricia Del Rey, « Apologetics and Androgyny: The Past and the Future », Frontiers: A Journal of Women Studies, Vol. 3, No. 1,‎ 1978, p. 8-10 (lire en ligne ),
- Maivân Clech Lâm, « Feeling Foreign in Feminism », Signs, vol. 19, no 4,‎ 1994, p. 865-893 (29 pages) (lire en ligne ),
- « Envisioning the Future : Gloria Steinhem », Off Our Backs, vol. 30, no 6,‎ juin 2000, p. 8-10 (3 pages) (lire en ligne ),
- Gloria Steinem, Meenakshi Mukherjee & Ira Pande, « A conversation with Gloria Steinem », India International Centre Quarterly, vol. 34, no 2,‎ 2007, p. 90-105 (16 pages) (lire en ligne ),
- « Trafficking Sex: Politics, Policy, Personhood: A Conversation with Gloria Steinem and Ruchira Gupta », Meridians, vol. 12, no 1,‎ 2014, p. 172-200 (29 pages) (lire en ligne ),

##### Francophones
- (fr) Annick Cojean, « Gloria Steinem : « En vieillissant, on se débarrasse enfin des contraintes imposées par notre genre » », Le Monde,‎ 8 mars 2020 (lire en ligne ),
- (fr) Fanny Marlier, « Gloria Steinem : “Nous avons un leader qui n’a pas été élu par le peuple », Les Inrockuptibles,‎ 26 octobre 2020 (lire en ligne )